# Acaena inermis
Acaena inermis é uma espécie de rosácea do gênero Acaena, pertencente à família Rosaceae.